# Smaragdzöld virágbogár
A smaragdzöld virágbogár (Protaetia affinis) a rovarok (Insecta) osztályának a bogarak (Coleoptera) rendjébe, ezen belül a mindenevő bogarak (Polyphaga) alrendjébe és a ganajtúrófélék (Scarabaeidae) családjába tartozó faj. Magyarországon is sok helyütt előfordul.

## Elterjedése
Euroszibériai elterjedésű faj.
Magyarországon elterjedt, de szórványos előfordulású.
Gyűjtési adatai májustól júliusig vannak.

## Megjelenése

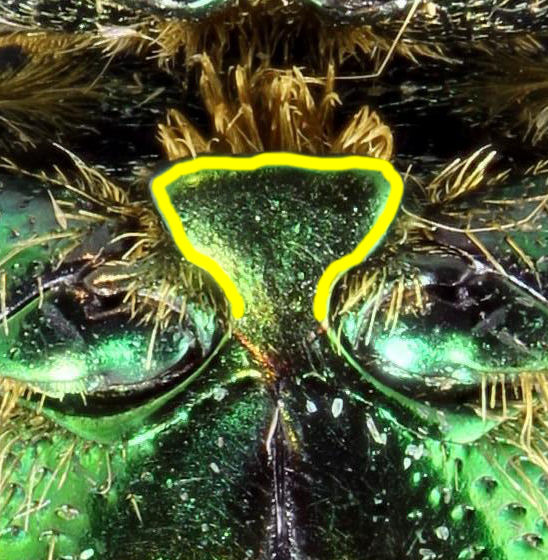
A smaragdzöld virágbogár mellközepe, sárga vonallal jelölve a mellközép nyúlványa

A smaragdzöld virágbogár 19–25 mm nagyságú bogár. Teste mindkét oldala élénkzöld, néha aranyos csillogással, fehér harántfoltok nélkül. A mellközép nyúlványa lapos, nem pontozott. Előtora és szárnyfedői finoman pontozottak. Lábai szintén zöldek, a lábszárakon fehér térdfoltocska van.
Hozzá hasonló magyarországi faj a pompás virágbogár, de az nem visel fehér térdfoltokat és nagyobb méretű.

## Életmódja
Rokon fajaival (pompás és márványos virágbogár) a száraz, meleg mikroklímájú cseres-tölgyesek jellemző bogara. Virágokat kevéssé látogat; fák kifolyó nedvén és elhalt faanyagon található meg, főként a lombkoronaszintben.